# Maison, 28 rue Michel-de-l'Hôpital
La maison, 28 rue Michel-de-l'Hôpital est située à Moulins (France).

## Localisation
La maison est située sur la commune de Moulins, au 28 rue Michel-de-l'Hôpital, dans le département de l'Allier, en région Auvergne-Rhône-Alpes.

## Description
La maison est un exemple de l'architecture bourgeoise en milieu urbain de la fin du XVIIIe siècle. Édifice de plan en U autour d'un jardin intérieur. Un porche à double arcade donne accès aux communs situé le long de la rue. La façade principale est construite dans le style bourbonnais avec encadrement et entablement en pierre appareillée et les murs en brique apparente. Cinq petits balcons ornent la façade. Le rez-de-chaussée est desservi par un porche couvert qui donne sur l'escalier principal. Dans l'aile ouest, un escalier en bois de style Louis XIII permet d'accéder au premier étage. Le salon possède un plafond à caissons et un parquet de type Versailles. La cheminée est marquée aux armes du maréchal d'Orvilliers et revêtue de faïence.

## Historique
Une pierre de la cave indique l'année 1785 pour l'édification du bâtiment.
La maison est inscrite partiellement au titre des monuments historiques par arrêté du 28 décembre 1984.

## Protection
Éléments protégés : les façades et les toitures du bâtiment principal et des ailes en retour. L'escalier principal avec sa rampe en fer forgé. Le petit escalier avec sa rampe en bois. Le salon avec son parquet et sa cheminée au premier étage.

## Galerie

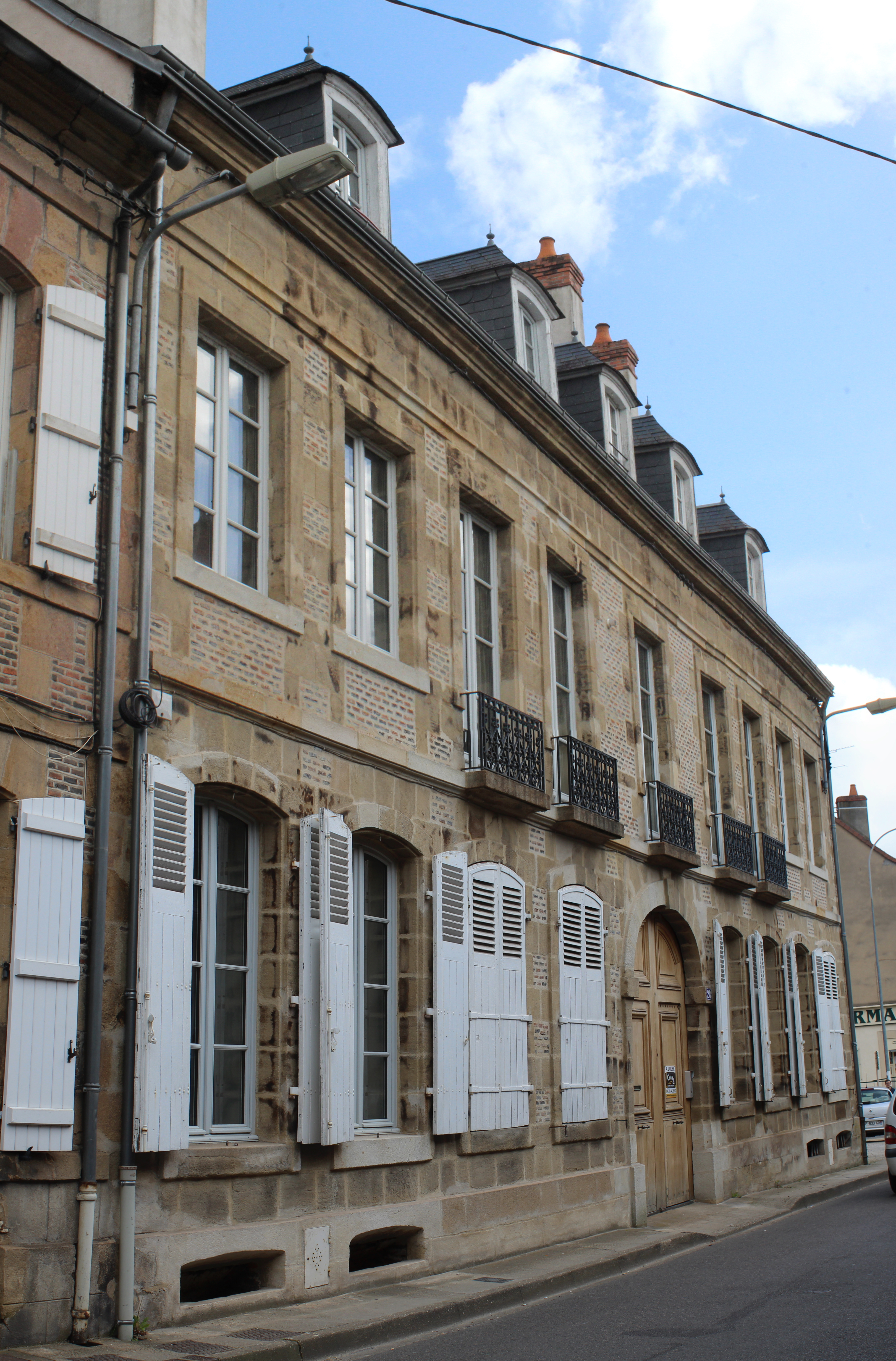
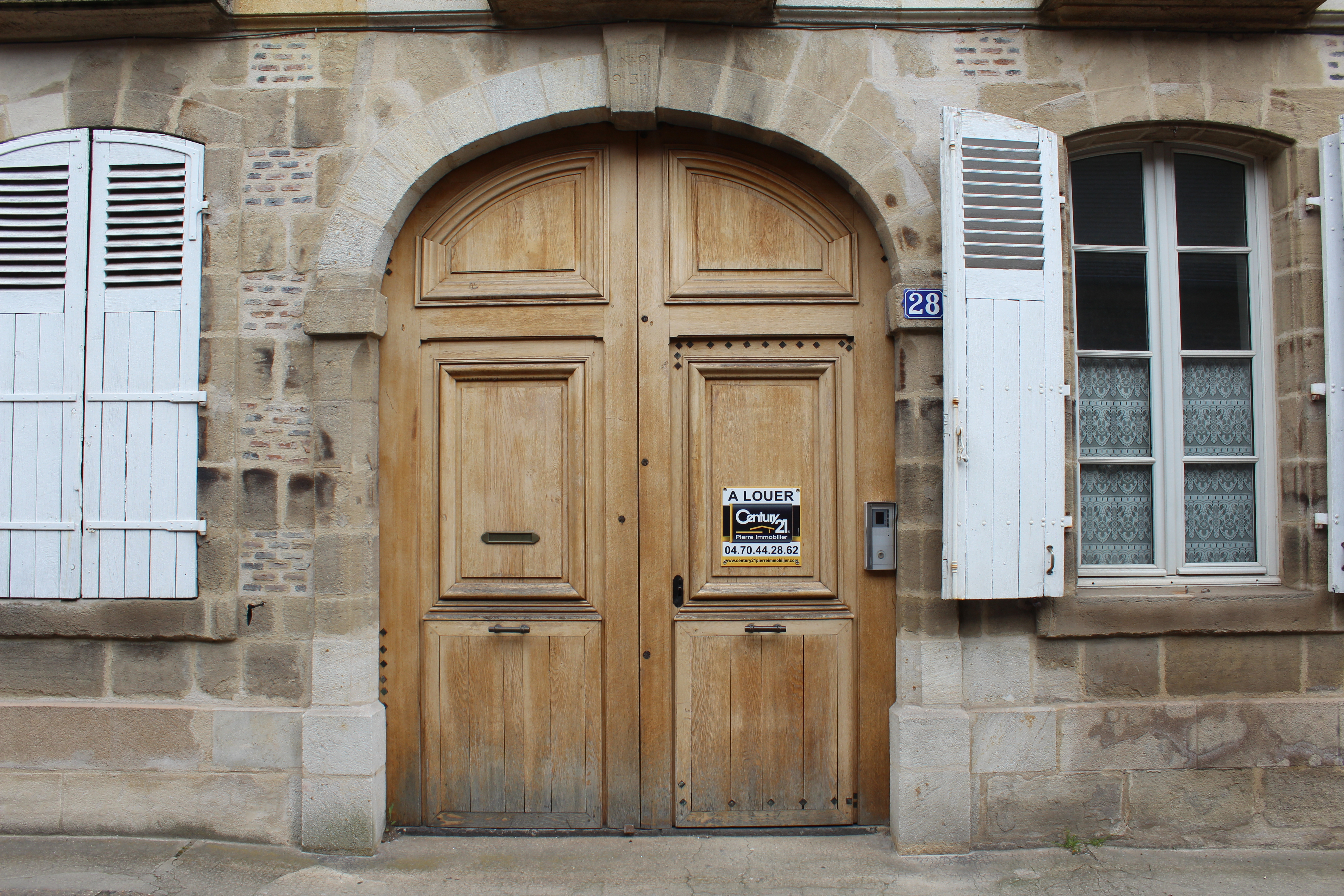